# Registro de rayos gamma
El registro de rayos gamma es un método para medir la radiación natural emitida por una formación. Este método permite caracterizar rocas o sedimentos presentes en el subsuelo durante la perforación de un pozo de petróleo, gas, agua, o incluso en la industria minera.

## Principios
Diferentes tipos de rocas producen diferentes cantidades y espectros de rayos gamma. Por ejemplo, las rocas sedimentarias de grano muy fino (lutitas) comúnmente producen mayor radiación gamma que otras rocas sedimentarias debido a la presencia de potasio radioactivo en las arcillas, y por la capacidad de intercambio catiónico que permite que puedan absorber uranio y torio. Por el contrario, otras rocas sedimentarias como las areniscas, el yeso, la sal, o el carbón suelen emitir una menor cantidad de radiación gamma. Esta diferencia entre la cantidad de radiación emitida permite distinguir, por ejemplo, entre rocas con un alto contenido de arcillas y rocas donde estos minerales se hallan ausentes, pero no permite diferenciar entre rocas que poseen una emisión gamma similar pero distinta litología como es el caso de las areniscas y las rocas carbonáticas que pueden poseer niveles similares de emisión gamma.
El registro de rayos gamma, al igual que otros registros similares de pozo, se realiza descendiendo un instrumento tubular en el pozo perforado y registrando la variación en la emisión de rayos gamma con la profundidad a medida que la herramienta es izada hacia la superficie. En los Estados Unidos, los instrumentos comúnmente suelen registrar cada intervalos de 1-2 pies. La radiación gamma normalmente se registra en unidades API, especialmente en la industria petrolera, donde este tipo de unidad suele ser la más empleada. 
El uranio, el potasio, el torio y sus cadenas de decaimiento son los principales responsables de la emisión de radiación en una roca presente en la naturaleza.  Las lutitas comúnmente poseen un alto contenido en potasio el cual se encuentra asociado principalmente a las arcillas. Los registros de rayos gamma miden la radiación total emitida, sin embargo, otros perfiles como el registro espectral de rayos gamma pueden distinguir entre los distintos elementos que generan la emisión gamma.
Una de las principales ventajas del perfil de rayos gamma es la posibilidad de realizarlo incluso cuando el pozo ya ha sido entubado y cementado. Si bien parte de la radiación emitida por las rocas de formación es absorbida por el acero y el concreto, ésta es lo suficientemente intensa para ser registrada por la herramienta que realiza el registro.
Si bien este método puede ser útil para distinguir entre pelitas y areniscas, existen algunas excepciones que deben ser tenidas en cuenta. Las areniscas pueden contener uranio si poseen glauconita, feldespato potásico, o incluso arcillas como relleno en la matriz, lo que induce una lectura alta de rayos gamma. El carbón y la dolomita pueden absorber uranio, y por otro lado las evaporitas pueden tener minerales de potasio como la carnalita. En dichos casos, la utilización de un registro de rayos gamma espectral puede ayudar en la identificación de estas anomalías.

## Espectroscopia de rayos gamma
Esta técnica consiste en medir el espectro, o el número y la energía de los rayos gamma emitidos como radioactividad natural por la formación. Existen tres fuentes naturales de radioactividad natural en la Tierra: 40K, 232Th y 238U. Estos isótopos radioactivos emiten rayos gamma con niveles de energía característicos. La cantidad y energía de estos rayos gamma pueden medirse en un detector de centelleo. Un registro de espectroscopía de rayos gamma naturales se presenta generalmente como un registro de rayos gamma totales y la fracción en peso de potasio (%), torio (ppm) y uranio (ppm). Los estándares principales para las fracciones en peso son formaciones con cantidades conocidas de los tres isótopos. Los registros de espectroscopía de rayos gamma naturales fueron introducidos a comienzos de la década de 1970, si bien han sido estudiados desde la década de 1950.
La energía de los rayos gamma está asociada con cada componente:
- Potasio: 1.46 MeV
- Serie del Torio: 2.61 MeV
- Serie del Uranio-Radio: 1.76 MeV